# Alfred Stix
Alfred Stix (* 22. März 1882 in Wien; † 29. Juni 1957 ebenda) war ein österreichischer Kunsthistoriker und Museumsdirektor.

## Leben
Alfred Stix studierte von 1904 bis 1908 Kunstgeschichte, Geschichte und Klassische Archäologie an der Universität Wien. 1908 wurde er bei Franz Wickhoff promoviert. Danach arbeitete er als Assistent von Wickhoff bis zu dessen Tod 1909. Anschließend war er bei der Hofbibliothek in Wien angestellt. Von 1923 bis 1933 war er Direktor der Graphischen Sammlung Albertina in Wien. In diese Zeit war er auch Herausgeber der Kunstzeitschrift „Belvedere“(1929–32) und Herausgeber der ersten drei Bände des „Beschreibenden Katalogs der Handzeichnungen in der Graphischen Sammlung Albertina“ (1926/1928/1933). Von 1933 bis 1938 war er Direktor der Gemäldegalerie des Kunsthistorischen Museums. Nach dem Anschluss Österreichs 1938 wurde er von den Nationalsozialisten aus dem Amt gedrängt.
Seit 1945 war Stix Generaldirektor der Staatlichen Kunstsammlungen Wiens, 1949 trat er in den Ruhestand. Er wurde am Sieveringer Friedhof bestattet.
1959 wurde der Alfred-Stix-Platz in Wien-Favoriten (10. Bezirk) nach ihm benannt.

## Schriften (Auswahl)
- Handzeichnungen von Gustav Klimt (1918)
- Heinrich Friedrich Füger (1925)
- Von Ingres bis Cezanne (1927)